# William Waldegrave (1er baron Radstock)
William Waldegrave, 1er baron Radstock (9 juillet 1753 - 20 août 1825) est gouverneur de Terre-Neuve et amiral de la Royal Navy. 

## Carrière navale
Il est le deuxième fils de John Waldegrave (3e comte Waldegrave) et d'Elizabeth (née Gower). Entré dans la marine à 13 ans en 1766, il gravit rapidement les échelons, recevant son premier commandement, le sloop HMS Zephyr en 1775, et étant promu vice-amiral en 1795. Il est le commandant en chef du côté britannique lors de la bataille du cap Saint-Vincent en février 1797 et se voit offrir une place de baronnet pour le rôle qu'il a joué dans la bataille. Il décline l'offre (au motif qu'il occupe déjà un poste plus élevé en tant que fils d'un comte) et est nommé gouverneur de la Colonie de Terre-Neuve et de Saint-Pierre (Saint-Pierre-et-Miquelon), le 16 mai 1797. 
En tant que gouverneur, il s’intéresse principalement aux affaires militaires, car un escadron français brûle le Bay Bulls un an auparavant et que Terre-Neuve est encore très exposée. La désertion constitue un autre problème important, les soldats quittant l'île à Terre-Neuve étant généralement abrités par les habitants de l'île. Une mutinerie navale s'est produite peu de temps après la nomination de Waldegrave et a dû être réprimée. Il prend également des mesures pour que les soldats en garnison à St. John's ne tentent pas la même chose. En matière militaire, il est souvent en conflit avec son commandant, le lieutenant-colonel Thomas Skinner. 
Il tente à plusieurs reprises de restreindre le pouvoir des marchands à Terre-Neuve et de rétablir l'ordre dans l'île. Bien que ses efforts contre les marchands soient largement inefficaces, il réussit à faire nommer un juge en chef qui réside toute l'année. Waldegrave entreprend divers projets humanitaires, en particulier pour aider les pauvres. Il crée un "Comité pour le soulagement des pauvres" et contribue généreusement au fonds. Entre 1797 et 1798, près de 300 personnes bénéficient de l’aide de ce fonds. 
Il termine son mandat de gouverneur en 1800 et est créé pair irlandais sous le nom de baron Radstock, de Castletown dans le comté de Queen's. En 1802, à sa retraite, il est promu au rang d'amiral. En 1815, il est nommé chevalier grande croix de l'Ordre du Bain. 

## Famille
Waldegrave se marie en 1785 avec Cornelia Jacoba van Lennep (17 septembre 1753 – 10 octobre 1839). Ils ont trois fils et six filles: 
- Granville Waldegrave (2e baron Radstock) (1786 - 1857), épouse Esther Paget
- Emily Susanna Laura Waldegrave (5 novembre 1787 – 12 avril 1870), mariée à Nicholas Westby[1]
- Maria Waldegrave (26 décembre 1788 – 1791)
- Isabella Elizabeth Waldegrave (18 août 1792 – 21 octobre 1866)
- Harriet Ann Frances Waldegrave (20 octobre 1793 – 26 juillet 1880), célibataire
- William Waldegrave (7 juin 1796 – 29 décembre 1838), marié avec Amelia Allport
- Caroline Waldegrave (4 octobre 1798 – 7 janvier 1878), mariée à Carew Anthony St John-Mildmay
- Augustus Waldegrave (4 février 1803 – novembre 1825), tué dans un accident de chasse près de Mexico
- Elizabeth Frances (24 novembre 1799 – août 1800)

## Voir également
- (en)O'Byrne, William Richard (1849). " Waldegrave,_Granville_George#cite_note-William_Waldegrave-1".  A Naval Biographical Dictionary. John Murray. Wikisource.
- Gouverneurs de Terre-Neuve